# Serguéi Kara-Murza
Serguéi Gueórguievich Kará-Murzá (en ruso: Серге́й Гео́ргиевич Кара́-Мурза́; Moscú, Unión Soviética; 23 de enero de 1939) es un químico, historiador, político, filósofo y sociólogo soviético-ruso.

## Biografía
Se graduó como químico de la Universidad Estatal de Moscú en 1961. Entre 1966 y 1972, trabajó como químico especialista en Cuba, habla español.
En 1983, defendió su tesis doctoral en historia de la ciencia y la tecnología y en 1988 inició como profesor.
Enseñó en Rusia y España y fue autor de varias publicaciones y estudios académicos dedicados a la historia, la ciencia y la sociedad. En su trabajo "Mind Manipulations", publicado en 2000, se dedicó a establecer y describir el problema de la manipulación de la opinión pública por los medios de comunicación pro occidentales en Rusia, y en La civilización soviética trabajó sobre la historia, la organización política y económica de la URSS. A fines de la década de 1990 y principios de la década de 2000, Serguéi Kará-Murzá escribió una serie de trabajos políticos y filosóficos sobre el eurocentrismo, la globalización y las revoluciones de colores. Sus artículos fueron frecuentes en periódicos rusos de izquierda nacionalista como Pravda, y de derecha nacionalista como Zavtra de Aleksandr Projánov y Rusia soviética.
Serguéi Kará-Murzá se hizo conocido por sus puntos de vista antiglobalización, antiliberales y antioccidentales; sin embargo, también rechaza la ideología marxista tradicional. Ha criticado duramente las reformas económicas rusas de la década de 1990. Está a favor de una economía más colectivista. Tras haber apoyado las políticas del presidente Vladímir Putin, se opone a las revoluciones de colores. Los puntos de vista ideológicos de Serguéi Kará-Murzá han sido descritos como conservadurismo de izquierda ruso.
Es primo de Vladímir A. Kará-Murzá y tío de Vladímir V. Kará-Murzá.
El término mil millones de oro, acuñado por Anatoli Tsikunov, fue popularizado por Serguéi Kará-Murzá y se ha convertido en un elemento básico del pensamiento conspirativo ruso contemporáneo.
En 2022, el presidente de Rusia, Vladímir Putin, explicó la aplicación de sanciones a su país tras la invasión rusa de Ucrania como una conspiración de los mil millones de oro.